# ハインリヒ4世 (ロイス＝ケストリッツ侯)
ハインリヒ4世（Heinrich IV. Fürst Reuß-Köstritz, 1821年4月26日 - 1894年7月25日）は、ドイツの貴族、軍人。ロイス家の分枝ロイス＝ケストリッツ家の当主、分封領（パラギウム）保有者。

## 生涯
ロイス＝ケストリッツ侯子ハインリヒ63世と、その最初の妻の伯爵令嬢エレオノーレ・ツー・シュトルベルク＝ヴェルニゲローデ（1801年 - 1827年）の間の第2子、長男。一族と縁の深い宗教団体ヘルンフート兄弟会が経営するニエスキーのペダゴギウム（師範学校）、次いでプロマンシュ中等教育学校（Plochmanschen Gymnasium）で教育を受け、ベルリン大学に学んだ。
プロイセン陸軍に入隊し、1845年11月1日近衛連隊所属の陸軍中尉に任官。当初、国王勅許状無しに同連隊に所属したが、1849年9月15日に勅許状を得て正式に同連隊に籍を置いた。1851年4月1日、4か月の賜暇を受ける。1851年5月8日聖ヨハネ騎士団騎士に叙任される。1851年10月14日、近衛連隊を陸軍大尉の階級で以て除隊することが決まるが、近衛連隊の制服を着用する許しは与えられた。当時の連隊長ヴィルヘルム・フィンク・フォン・フィンケンシュタイン伯爵はハインリヒ4世の除隊について、次のような評価を下している。「彼がどれだけ努力していようが、騎馬兵として全く無能な人物を優遇しておく理由には全くならない。教養では抜きんでていて、礼儀作法に文句のつけようがなくてもだ。」
除隊後、オーストリアでの所領経営に専念した。1861年11月1日、2等赤鷲勲章を受けた。1883年5月23日、形式上（Charakter）の陸軍少将となり、名誉的な（À la suite）形でプロイセン陸軍に復帰した。1887年3月22日に陸軍中将、1892年1月27日に陸軍大将の肩書を与えられた。
1878年2月1日、ケストリッツ長子系の最後の末裔ハインリヒ69世が死去すると、ケストリッツ家の分封領及び当主の座を継承。同時に弟系ロイス邦議会の世襲議員席も与えられた。同議会議員として1880年10月31日から死去するまで務めた。ニーダーエスタライヒ州のエルンストブルン及びハーゲンベルク（現ファルバッハの一部）の家族世襲財産を経営した。
赤鷲勲章の他、メクレンブルク家のヴェンド人の王冠勲章、ザクセン＝エルネスティン公爵家勲章、ホーエンツォレルン家勲章、ザクセン大公家の白鷹勲章を受けた。

## 子女
1854年12月27日グライツで、兄系ロイス侯ハインリヒ19世の娘ルイーゼ（1822年 - 1875年）と結婚。ザクセン＝アルテンブルク公子エドゥアルトの未亡人だった。この妻との間に3人の子をもうけた。
- ハインリヒ24世（1855年 - 1910年） - ロイス＝ケストリッツ侯
- エレオノーレ・カロリーネ・ガスパリーネ・ルイーゼ（1860年 - 1917年） - 1908年ブルガリア王フェルディナントと結婚
- エリーザベト・ヨハンナ・アウグステ・ドロテア（1865年 - 1937年）